# NGC 1334
NGC 1334 (również PGC 13001 lub UGC 2759) – galaktyka spiralna (Sbc), znajdująca się w gwiazdozbiorze Perseusza. Odkrył ją Heinrich Louis d’Arrest 14 lutego 1863 roku.